# Melisenda jeruzsálemi királynő
Melisenda jeruzsálemi királynő (latinul: Milisendis, Milisenda vagy Melisenda, franciául: Mélisende; 1104 előtt vagy 1109 körül – 1161. szeptember 11.) frank és örmény származású szentföldi előkelő, 1131–1152 között Jeruzsálem királynője.
Édesapjának, II. Balduin jeruzsálemi királynak nem született fiúgyermeke, ezért elsőszülött leányként Melisenda hercegnőt tette meg a királyság örökösének, és feleségül adta a kormányzásban és hadvezetésben tapasztalt V. Fulkó anjoui grófhoz. 1131-ben a házaspár társuralkodóként lépett trónra, ám Fulkó király felesége mellőzésével próbált uralkodni. Az emiatt kirobbant, a királynőt támogató 1134 körüli jaffai bárói felkelés eredményeként a király kénytelen volt nagyobb teret engedni Melisendának. Anjou Fulkó 1143-as halálát követően fiuk, III. Balduin került társuralkodóként Melisenda mellé. Kihasználva fia kiskorúságát, a királynő egyeduralkodóként irányította az országot, s a hatalmat nem volt hajlandó megosztani fiával azután sem, hogy az elérte a nagykorúságot. Az anya és fia közt az uralomért folyó viszálykodás kettészakította az országot: ugyan megállapodás született közöttük az ország felosztásáról, ám 1152-ben a helyzet nyílt fegyveres konfliktusba torkollott, amikor III. Balduin ostrom alá vette a jeruzsálemi Dávid-tornyot, anyja végső menedékét. Legyőzetése után a királynő nem avatkozott államügyekbe, bár maradt némi befolyása.
Melisenda királynő bőkezűen pártfogolta a művészeteket és az egyházat. Utóbbinak támogatását mind a bárói lázadás, mind a fiával való háborúskodás alatt végig élvezte. Nevéhez köthető a keresztes művészet egyik remeke, a Melisenda-zsoltároskönyv, továbbá a betániai Szent Lázár-kolostor alapítása, de ezen kívül számos templomot és kolostort támogatott, nyugati és keleti keresztényt egyaránt. Uralkodása időszakára esett a kudarccal végződő második keresztes hadjárat (1147–49).

## Élete

### Származása és trónöröklése
Melisenda 1104 előtt vagy 1109 körül született II. Balduin edesszai gróf (1060-as évek – 1131) és Morfia melitenei úrnő († 1026/27) elsőszülött gyermekeként. Édesapja, II. Balduin a frank retheli grófok leszármazottjaként, Bouillon Gottfried és Baudouin de Boulogne rokonaként részt vett az első keresztes hadjáratban; 1100-ban került Edessza élére, mikor I. Balduin ráhagyta a trónt, hogy ő maga átvehesse a jeruzsálemi örökséget. Melisenda édesanyja, a keleti keresztény Melitenei Morfia egy helybéli örmény fejedelem leánya volt. A házaspárnak Melisenda után további három leánygyermeke született: még apjuk edessszai uralma alatt Aliz és Hodierna, akik felnővén keresztes fejedelmekhez mentek nőül, míg a legfiatalabb leány, Ioveta már a királyi udvarban jött világra; ő később betániai apátnőként unokaöccsei és -húgai nevelésében játszott fontos szerepet. Mind a négy leányt az apai családban bevett névre keresztelték: Melisenda például apai nagyanyja, Mélisende de Montlhéry után kapta keresztnevét. Egy korabeli szír krónikás azt írta, a gyermekeket édesanyjuk az örmény hagyomány szerint nevelte. A nővérek egészen 1119-ig a túlnyomó többségében keletiek – örmények, illetve görög ortodoxok – lakta Edesszában éltek.
Melisenda hercegnő édesapja 1118-ban, I. Balduin halálát követően lépett a jeruzsálemi trónra. Minthogy II. Balduin királynak nem volt fiúgyermeke, és Morfia királyné 1126-os vagy egy évvel későbbi halála után nem nősült újra, így további gyermekekre nem lehetett számítani, elsőszülött leánya lett örököse. II. Balduin a szülőföldjén nézett vő után: egy szentföldi nemessel kötött házasság a keresztes nemesség közötti vetélkedéssel fenyegetett, ezen túl lehetett számítani arra, hogy a majdani vőlegény kíséretében katonai utánpótlás is érkezik a királyságba. 1127 végén vagy 1128 elején a király követséget küldött Franciaországba a célból, hogy megfelelő férjet találjon Melisenda hercegnőnek. A küldöttséget I. Brisebarre Guidó, Bejrút ura és I. Vilmos galileai herceg, a királyság két fontos vazallusa vezette. Az ügyben kikérték VI. Lajos francia király véleményét is.  A végül vőlegénynek ajánlott V. Fulkó anjoui gróf mellett számos érv szólt: özvegyember volt ugyan, de előkelő, befolyásos és gazdag családból származott; országának gyarapításával bizonyította rátermettségét és hadvezéri tapasztaltságát; és első házasságából származó gyermekei kiházasítása révén fontos nemzetközi – angol és flamand – kapcsolatokra tett szert. Személyét továbbá támogatta a francia király és II. Honoriusz pápa is. Ezen felül a gróf korábban zarándoklat keretében járt már a Szentföldön, így II. Balduin király és a jeruzsálemi bárók személyesen is ismerték.
Fulkó anjoui gróf elfogadta a házassági ajánlatot, melyben a hercegnő keze mellett a Jeruzsálemi Királyság gazdaságában kulcsszerepet játszó Türoszt és Akkont is neki ígérték. A legfontosabb és a gróf számára a legkecsegtetőbb pont azonban az volt, hogy a házasság révén a gróf II. Balduin halála után királyként léphetett örökébe Jeruzsálem élén. Birtokait első házasságából született legidősebb fiára, Gottfriedre hagyta. 1129 tavaszán kelt útra, és májusban érkezett meg Akkonba. Menyegzőjére Melisenda hercegnővel rövid időn belül, még június 2., pünkösd előtt sor került.
A hercegnő neve már házasságkötése előtt, 1129 márciusában szerepelt édesapjáé mellett egy hivatalos dokumentumon, sorrendben megelőzve mind az egyházi, mind a világi előkelőségeket. Ez arra utal, hogy II. Balduin már ekkor örökösének szánta leányát. Egy szintén ez év első feléből származó okiraton a tanúk sorát „Milissenda filia regis et regni Ierosolimitani haeres” [„Melisenda, a király leánya és a Jeruzsálemi Királyság örököse”] nyitja. Hans E. Mayer történész feltételezése szerint II. Balduin a majdani vőlegény nyomására nevezte hivatalos keretek között is örökösének a hercegnőt, ezáltal biztosítva mindkettejük – vagyis Melisenda és a vele házasságot kötő Anjou Fulkó – számára a trónt. Egy, a házasságkötés után kiállított oklevélen már szerepel Anjou Fulkó is, míg a heres regni titulust a kancellária elhagyta Melisenda neve mögül, minthogy felesége révén Anjou Fulkó éppúgy trónörökösnek számított.
H. E. Mayer amellett érvelt, hogy II. Balduin leánya kizárásával vejét szánta egyeduralkodó utódjának, és csak halálos ágyán döntött úgy, hogy Melisenda és Fulkó társuralkodókként kövessék a trónon. Bernard Hamilton ezzel szemben úgy vélte, II. Balduin eleve veje és leánya társuralmában gondolkodott; szerinte ezt támasztja alá a Szent Sír-templomnak 1130–31-ben tett adomány, melyben mind Melisenda, mind Anjou Fulkó neve szerepel a királyé mellett.
Melisenda hercegnő, valamint az ő révén a férje trónöröklése precedenst teremtett a királyságban. Azon túl, hogy a trón nem a legközelebbi férfirokoné lett, hanem leányágon öröklődött tovább, a leány házastársának uralkodóvá válása később bevett gyakorlattá vált a királyságban: így került trónra többek között Melisenda két unokájának, Szibilla és Izabella királynőnek a férje is.

### Magánélete; házassága és gyermekei
Türoszi Vilmos udvari krónikás, aki ifjúkorából a királynőt személyesen is ismerhette, bölcs asszonyként írta le Melisendát, aki „rendkívül tapasztalt az államigazgatás szinte minden területén. Leküzdötte a neméből adódó hátrányokat, hogy a fontos ügyek irányítását kézbe vehesse. A legnagyobb és legnemesebb fejedelmek nagyságának elérésére törekedett, és arra, hogy olyannak mutassa magát, mint aki semmiben nem marad el mögöttük.” Az egyház irányába tanúsított bőkezűsége, az intézménynek juttatott legendás adományok és ajándékok miatt az odaadó hívő képe alakult ki a királynőről; a jeruzsálemi uralkodók között Melisenda volt talán a legnagylelkűbb adományozója az egyháznak. A neki tulajdonított zsoltároskönyv arra enged következtetni, hogy Melisenda olvasott és értett latinul. Anyja, Morfia ortodox keresztény és egy bizánci tisztviselő leánya volt, Morfiának tudnia kellett tehát görögül; anyai örökségére tekintettel valószínű, hogy Melisenda is beszélt valamennyit görögül és örményül a jeruzsálemi udvar nyelve, a francia mellett.
Melisenda jeruzsálemi királynő és Anjou Fulkó (1090 k. – 1143) politikai érdekházasságot kötöttek. Anjou Fulkónak ez volt a második házassága; első feleségétől, az 1126-ban elhunyt Ermengarde du Maine-től négy gyermeke született. „Eléggé alacsony termetű, nem különösebben jóképű és vörös hajú” férfi volt, aki „nem bűvölte el” a nála jóval fiatalabb Melisenda hercegnőt. A házaspár kapcsolatára rányomta bélyegét a trónra lépésük után kirobbant bárói felkelés, valamint az udvarban terjengő szóbeszéd, miszerint a fiatal királynő viszonyt folytat unokatestvérével, II. Hugó jaffai gróffal. A pár a gróf száműzése után békült ki, Türoszi Vilmos tudomása szerint részben közeli barátaik közbenjárásának köszönhetően. Melisenda királynő őszintén meggyászolta férje elvesztését.
A házasságból két fiúgyermek származott:
- Balduin (1130–1163), apja halála után jeruzsálemi társuralkodó király édesanyjával;
- Amalrik (1136–1174), gyermektelen bátyja örököse és utódja.

Fiai közül Amalrik állt közelebb Melisenda királynőhöz; a másodszülött herceg a trónviszály idején édesanyja pártját fogta bátyjával szemben, és mindvégig kitartott anyja mellett. Melisenda cserébe megkísérelte második fiát is bevonni III. Balduinnal való társuralkodásába.

## Uralkodása

### Anjou Fulkóval (1131–1143)

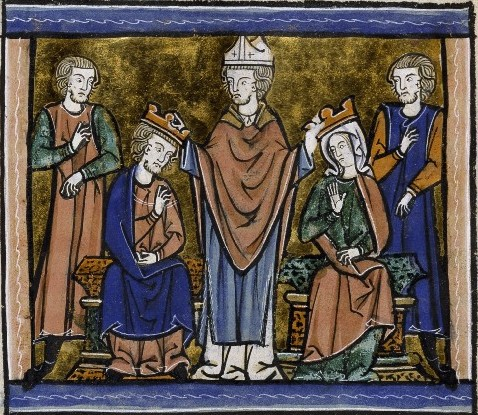
Anjou Fulkó és Melisenda koronázása

II. Balduin király 1131. augusztus 21-én hunyt el. Halála előtt a királyság nemeseinek jelenlétében Melisenda leánya, Anjou Fulkó és akkor egyesztendős unokája, Balduin herceg gondjaira bízta országát. H. E. Mayer értelmezésében ez az 1129-es házassági egyezmény egyoldalú módosítását jelentette II. Balduin részéről, abban ugyanis semmilyen kitétel nem szerepelt a gróf öröklésével kapcsolatban; a legutolsó fejlemények eredményeként viszont a királyságot meg kellett osztania feleségével és fiával. A lépéssel II. Balduin azt próbálhatta biztosítani, hogy Melisenda gyermeke révén a trón az ő leszármazottjaié legyen, és ne kerülhessen Fulkó gróf korábbi házasságából származó utódjaihoz; valamint hogy amennyiben Melisenda és Fulkó házassága valamilyen okból válással végződnék, úgy Melisenda és fia továbbra is jogot formálhasson a trónra.
Az új uralkodópár, Melisenda és Fulkó felkenésére, szentelésére és koronázására a jeruzsálemi Szent Sír-templomban került sor szeptember 14-én; a szertartást Vilmos jeruzsálemi pátriárka celebrálta.
Noha a házastársak elméletileg társuralkodók voltak, apja halálával Melisenda vélhetően elveszítette korábbi hatalmi helyzetét: a koronázás utáni első öt év intézkedései nem kötődnek hozzá, csakis a királyhoz. Bár a jeruzsálemi bárók elfogadták Anjou grófját királyuknak, az északi fejedelemségek Melisenda királynő húgának, az özvegy Aliz antiochiai fejedelemasszonynak a vezényletével nagyobb függetlenségre törekedtek. A király azonban Chastel Rouge mellett legyőzte a lázadókat, és az özvegyi birtokára visszavonuló Aliz fejedelemasszonytól átvette az Antiochia feletti régensséget.

#### A jaffai lázadás
Az antiochiai lázadást követően a királyságot újabb belviszály osztotta meg: az egyik oldalon a király, a másikon a II. Hugó jaffai gróf vezette csoport állt, melynek tagja volt Oultrejourdain ura, Romain du Puy is. II. Hugó apja, Hugues du Puiset anyai ágon II. Balduin király elsőfokú unokatestvére volt; anyja és mostohaapja halála után az addig Apuliában nevelkedő, körülbelül tizenöt éves fiatalember a jeruzsálemi udvarba jött, és szoros kapcsolatot alakított ki Melisenda hercegnővel. Türoszi Vilmos történetíró azt állítja, II. Hugó gróf és Fulkó király ellenségeskedésének oka nem ismert, mindazonáltal beszámol arról, hogy az udvar a szájára vette a királynőt és másod-unokatestvérét. Utóbbi ellenfelei – kiváltképp mostohafiai, Eustache és Gautier Granier – tudatosan táplálták Fulkó király gyanakvását. Orderic Vitalis krónikás arra vezeti vissza a konfliktust, hogy Fulkó király elmozdította a királyság régi nagyurait és nemeseit a posztjukról, majd saját embereit ültette a helyükre.
A helyzet odáig fajult, hogy Gautier Granier a király ellen forralt összeesküvéssel vádolta meg a jaffai grófot, és kihívta őt párbajra. II. Hugó nem jelent meg a kitűzött napon; távollétében pedig a királyi tanács bűnösnek találta. Büntetésként a grófot megfosztották birtokaitól. Az ítélet elől II. Hugó Aszkalonba menekült az egyiptomiakhoz, akik sereget adtak neki. Fátimida csapata élén II. Hugó visszatért Jaffába; az egyiptomiak a Jaffa környéki síkság pusztításába fogtak, és egészen Arszúfig behatoltak az országba. A muszlimokkal való szövetkezés láttán vazallusai és legfontosabb embere, Bariszan jaffai főparancsnok elpártoltak a gróftól. Fulkó király legyőzte a szaracénokat, majd a jeruzsálemi sereg élén Jaffa alá vonult, hogy erőszakkal vegye el a várost a lázadótól.

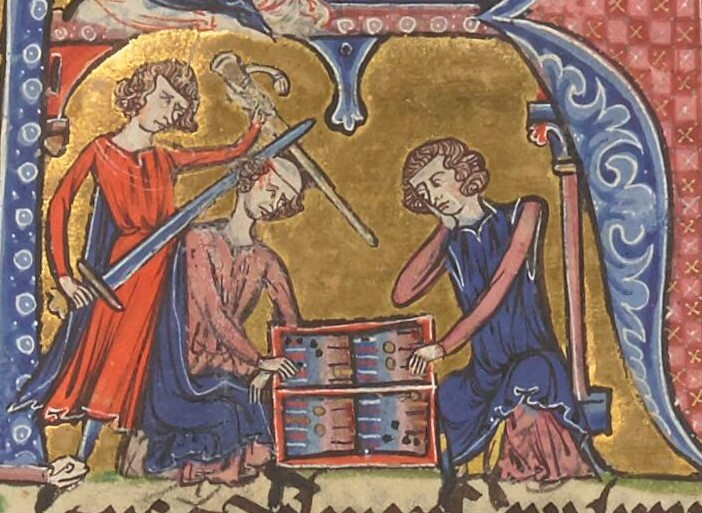
A breton lovag merénylete II. Hugó ellen

II. Hugót elhagyták egyiptomi szövetségesei. A király kész volt megostromolni Jaffát, a jeruzsálemi pátriárka közbenjárására azonban a jaffai gróf letette a fegyvert, és harc nélkül feladta a várost. Szintén a pátriárkának köszönhetően Fulkó király nem rótt ki szigorú büntetést: a grófot három év száműzetésre ítélte azzal, hogy a megszabott idő leteltével visszakaphatja birtokait. Ez enyhébb büntetés volt az eredetileg kiszabott birtokelkobzásnál, a gróf hiába tetézte közben bűneit azzal, hogy az ellenséggel szövetkezett. Elutazása előtt azonban egy breton lovag megkéselte a jaffai grófot. A királyra terelődött a gyanú, hogy ő bérelte fel a lovagot riválisa megölésére; Fulkó király azonban bíróság elé állíttatta a bretont, ahol halálra ítélték. A lovag a bíróság előtt, majd a nyilvános kivégzésen megismételt vallomásával tisztázta a királyt a jaffai gróf elleni merénylet vádja alól. A sebesüléséből felépülő Hugó gróf itáliai száműzetésbe vonult, de még a kiszabott hároméves időtartamon belül meghalt, jaffai birtokai így véglegesen a jeruzsálemi koronához kerültek.
A gróffal történtek után a király és II. Hugó legfőbb ellenei hónapokon keresztül féltették az életüket a mélységesen felháborodott Melisenda királynőtől és híveitől. Az 1135. esztendő egy részét a király Antiochiában töltötte az ottani ügyek intézésével; hazatérte után a házastársak kibékültek, és 1136-ban megszületett második fiuk, Amalrik herceg. Türoszi Vilmos szerint ezután a király „semmibe, még apró-cseprő ügyekbe sem fogott bele anélkül, hogy arról [a királynőnek] ne lett volna tudomása”. Hans Eberhard Mayer történész ebből arra következtet, hogy Fulkó király társuralkodó felesége nélkül, egymaga próbált uralkodni, és az húzódott tényleges okként a jeruzsálemi udvar kettészakadása és a jaffai gróf engedetlensége mögött, hogy Melisenda hívei nem nyugodtak bele a királynő félreállításába. Mayer megjegyzi, hogy a grófot a nemesség jelentős része támogatta, és „[…] vazallusai meg voltak győződve ügyének igazáról, mert kitartottak mellette mindaddig, míg el nem követte azt a végzetes hibát, hogy a szaracénokkal szövetkezett.” Feltételezése mellett szól, hogy a közvélemény, illetve a jeruzsálemi pátriárka vezetésével az egyház is Melisenda királynő pártját fogta, ami a királynő házasságtörése esetében nehezen lenne elképzelhető. Az is figyelembe veendő, hogy II. Hugó volt Melisenda legközelebbi férfi rokona, és ekként kötelességének érezhette a királynő és gyermekei jogait megvédeni. Mayer felveti annak lehetőségét, hogy a szerelmi viszony vádját a király terjeszthette el, mivel hitvese házasságtörése jogalapot szolgáltathatott volna félreállítására – akár a válásra, akár a királynő zárdába kényszerítésére. A bárók ellenállásának eredményeként Fulkó király kénytelen volt meghátrálni: az általa jeruzsálemi királyként kibocsátott okleveleken rendre feltüntették, hogy azok Melisenda királynő, 1138-tól fogva pedig Melisenda királynő és Balduin királyfi beleegyezésével íródtak. Mindezek ellenére a jaffai eseményektől Fulkó király haláláig bezárólag Türoszi Vilmos nem köt semmilyen politikai vonatkozású eseményt a királynőhöz.
A felkelés záróeseményeiben és kimenetelében megmutatkozott a királynő érdekérvényesítő képessége: mozgósította híveit, elsősorban az egyházat, segítségükkel enyhe büntetést eszközölt ki unokafivérének, a gróf elleni merényletre válaszul pedig olyannyira megkeserítette férje és ellenfelei életét, hogy férje nem tehetett mást, mint hogy Melisendával együttműködve uralkodik tovább.
A jaffai lázadás datálása bizonytalan. Türoszi Vilmos összeköti azzal, hogy a keresztes fősereg lekötöttségét kihasználva a damaszkuszi atabég egy meglepetésszerű támadással elfoglalta a bánjászi erődöt: ez az arab feljegyzések szerint 1132. december 11-én történt, miután novemberben a damaszkusziakhoz eljutott annak híre, hogy a frankok között szokatlanul nagy a széthúzás. Hans Eberhard Mayer véleménye szerint az arab történetírók ezalatt nem a jaffai grófot övező eseményekre, hanem az antiochiai–tripoliszi lázadásra utaltak, mivel 1133-ban II. Hugó mint jaffai gróf bocsátott ki oklevelet, és ekkor még mellette voltak olyan, fontos vazallusai, akik árulása után a király oldalára álltak. Ennek fényében Mayer a jaffai eseményeket 1134 második felére teszi.

#### Nővéri kapcsolatok és egyházi ügyek
Aliz fejedelemasszony kudarcba fulladt 1132-es függetlenedési kísérlete óta Antiochia régense Fulkó király volt. A nevében Bernát pátriárka gyakorolta a kormányzói jogköröket; ám az egyházfi 1135-ben bekövetkezett halála után utódja, Domfront-i Radulf ismét megpróbálkozott megszabadulni a jeruzsálemi irányítástól. Tárgyalásokat kezdett Aliz fejedelemasszonnyal, aki cserébe Melisenda nővére segítségét kérte. A királynő közbenjárására a fejedelemné visszatérhetett Antiochiába; de amikor Aliz fejedelemné felajánlotta kiskorú leánya kezét egy bizánci hercegnek, Fulkó király kijátszotta sógornőjét: a gyermek Konstancia fejedelemnőt feleségül adta Raymond de Poitiers-hez, aki ezáltal felesége jogán Antiochia fejedelme lett.
Aliz mellett Melisenda királynő legkisebb húga, Ioveta hercegkisasszony sorsát is szívén viselte. Az apácafátylat felvevő hercegnő a jeruzsálemi Szent Anna-kolostorba vonult – zárdába vonulásának egyaránt oka lehetett, hogy a hercegkisasszony gyermekként kilenc hónapig a muszlimok túsza volt, s emiatt megbélyegeztetett; valamint hogy ő volt II. Balduin egyetlen olyan gyermeke, aki apja királlyá koronázása után született, s mint ilyen erős trónigénnyel léphetett volna fel Melisenda nénjével szemben. Apácaként Ioveta hercegnő a tisztelendő anya alávetettje volt, királynő nővére azonban „méltatlannak találta, hogy egy király leánya” ilyen helyzetben legyen. 1138-ban ezért a királynő a fővároshoz közel eső Betániában a halottaiból feltámasztott Lázár és testvérei, Mária és Márta tiszteletére kolostort alapított. A föld eredetileg a Szent Sír-templom tulajdona volt, Melisenda egy Hebron környéki birtokra cserélte el a pátriárkával. A klastrom alapító okiratát a királyság legrangosabb bárói és egyházi elöljárói tanúsították, jelezve a királynő kezdeményezésének támogatottságát. A tornyokkal megerősített klastrom felépülte után a királynő az intézménynek adományozta Jerikót és a környező földeket, drágaköves arany- és ezüstkelyheket, könyveket és egyéb liturgikus tárgyakat készíttetett neki, az egyik leggazdagabb kolostorrá téve a térségben. Ioveta hercegnő ekkor még túl fiatal volt ahhoz, hogy ő kerüljön a kolostor élére, de az első apátnőnek kinevezett idős apáca halála után őt választották meg zárdafőnöknek. Helen. A. Gaudette rámutat, hogy a betániai kolostorral Melisenda királynő egyszerre növelte a keresztény jeruzsálemi királyság, a királyi család, valamint saját, kegyes fejedelemasszonyi hírnevét és tekintélyét. Emellett Melisenda szeme előtt az is lebeghetett, hogy Lázár mind a nyugati, mind a keleti keresztények között nagy népszerűségnek örvendett, ezért a kolostor a zarándoklatok népszerű célpontjává válhatott. Az ajándékok között felsorolt könyvek bizonyítékul szolgálnak arra, hogy Melisenda királynő kapcsolatban állt a királyság scriptoriumaival.
A betániai kolostoron túl Melisenda királynő bőkezűen támogatta a Templum Dominit, a Mária sírja templomot, az ispotályos rendet és a leprásokat gyógyító Szent Lázár ispotályt. Hatására férje is számos birtokot ajándékozott a Szent Sír-templomnak. Az épületben ekkor nagyszabású építkezések folytak: a kereszténység egyik legszentebb helyszíne a keresztes állam életében meghatározó szerepet kapott, ezt jelezte többek között, hogy míg korábban csak a királyok temetkezési helyéül szolgált, addig Fulkót és Melisendát már itt is koronázták, nem Betlehemben. Hogy az állami templom funkcióját betölthesse, a templom jelentős átépítésen és bővítésen esett át – az ennek eredményeként kialakított homlokzat csaknem eredeti állapotában mind a mai napig megmaradt. A felújított épület felszentelésére 1149. július 15-én került sor. A ceremónián vélhetően Melisenda királynő és III. Balduin is részt vett. Jaroslav Folda középkortudós a Szent Sír-templom és a Szent Anna-kolostor épületének hasonló jegyeiből, továbbá utóbbinak a királynőhöz Ioveta hercegnő révén fűződő kapcsolatából arra a következtetésre jutott, hogy a kolostor is a királynőnek köszönhetően bővült; írásos nyoma ennek azért nem maradhatott, mert uralkodásának első éveiben Melisenda királynő neve nem szerepelt a királyi okleveleken. Egyes művészettörténészek a jozafáti Mária sírja templom bővítését is a királynőnek tulajdonítják.
Melisenda nem csak a nyugati keresztényeket pártfogolta: segítségével a jakobiták háromszáz bizánci arany ellenében megtarthatták birtokaikat, míg az ortodox Szent Száva-apátságnak és a melkita Mar Szaba monostornak adományokat juttatott. Igyekezett javítani a kapcsolatokat az örmény egyházzal is: az örmény katolikosz részt vett egy 1140–41-es jeruzsálemi latin zsinaton, s feltehetően a királynő patronálta a jeruzsálemi örmény katedrális, a Szent Jakab-templom újjáépítését.
1136-ban, kibékülésük után a királyi pár társuralkodásuk szimbolikus jeleként költséges várépítésbe fogott; az ekkor épült Bethgibelin erősségét az ispotályos lovagrendnek adták. Amellett, hogy az erőd növelte az aszkaloni szaracén portyák elleni védekezés hatékonyságát, az ispotályosok rendje eme adomány révén öltött katonai jelleget. A lovagokat a királynő később sem szűnt meg támogatni.
Az adományok és a patronálások fedezetét a korona bevételei biztosították; ezek a Melisenda hozományát, Türoszt és Akkont is magukba foglaló királyi birtokokon túl a pénzverés monopóliumából, a beduinoktól és a királyság nem keresztény lakosaitól szedett adókból, a vámokból és kikötői díjakból, valamint az ellenségtől zsákmányolt javakból származtak.

#### Fulkó király halála
Fulkó király 1143. november 10-én váratlanul elhunyt egy baleset következtében: vadászat közben leesett a lóról, és betörte a fejét. Noha Melisenda királynőnek megkérdőjelezhetetlen joga volt a trónra, „a bárók […] nem is gondoltak arra, hogy egy régenskirálynő egyedül uralkodhatna az ország felett.” A forrásokban semmilyen utalás nincs arra, hogy a királynő újraházasodásának gondolata felvetődött volna – tekintettel a trónöröklésre, valamint Balduin herceg megnevezésére mint örökös, ez igencsak kényes kérdés lett volna. A királynő társuralkodónak tizenhárom éves fiát, Balduin herceget vette maga mellé.

### III. Balduinnal (1143–1152)
Ugyan Melisenda új pozícióját olykor régensinek mondják, ám Türoszi Vilmos tanúsága szerint „reseditque regni potestas penes dominam Melisendem, Deo amabilem reginam, cui jure hereditario competebat” [„a királyi hatalom Melisenda úrnőnél maradt, az Istentől szeretett királynőnél, akinek [a hatalom] örökletes joga volt”]. A királyság élén betöltött szerepét Clairvaux-i Szent Bernát is elismerte, mikor egyik levelében azt írta Melisendának: „minden szem rád figyel, és egyedül a te válladra nehezedik a királyság egész súlya.” Az okleveleken a királynő a „Dei gratia Jerusolimorum regina” titulust használta.
III. Balduint és édesanyját karácsony napján koronázta meg a Szent Sír-templomban a jeruzsálemi pátriárka.
A királynő fő tanácsadója és segítője elsőfokú unokatestvére, Hierges-i Manassé volt, aki 1140-ben vagy 1142-ben érkezett a Szentföldre, és unokanővérének köszönhetően csakhamar megkapta a connétable tisztséget, mely az egyik legrangosabb volt a királyságban. A connétable voltaképpen a hadsereg főparancsnoka, a király után a második fővezér volt, aki amellett, hogy a hadtestek parancsnokainak kinevezéséért és a katonai igazságszolgáltatásért felelt, a király távollétében az Haute Cour, az ország főtanácsa ülésein is elnökölt. Szintúgy a királynőnek köszönhette kinevezését Ralf udvari kancellár, akit később pártfogója Türosz érsekének is megválasztatott. Érsekké választását sokan vitatták, megosztotta a klérust.

#### Edessza eleste és a második keresztes hadjárat
A keresztesek régi ellenfele, Zangi szeldzsuk atabég és moszuli uralkodó 1144. november 28-án ostrom alá vette Edesszát, az elsőként létrehozott keresztes állam fővárosát. Edessza uralkodója, II. Joscelin gróf korábban egy szövetségese megsegítésére kivonult volt a városból, és hada nem volt elég erős ahhoz, hogy a zangidákra támadva felmentse Edesszát. A gróf Jeruzsálembe és Antiochiába küldetett segítségért, ő maga pedig Turbesszelben várakozott. Antiochia a korábbi sérelmekre tekintettel nem volt hajlandó a beavatkozásra; Melisenda királynő és a jeruzsálemi tanács viszont Hierges-i Manassé, Milly Fülöp és Elinard galileai herceg parancsnoklatával csapatokat küldött a grófnak. Ám mire a jeruzsálemi felmentősereg megérkezett volna, addigra a szaracénok bevették a várost: Edessza szentestén elesett. A városból elmenekülő szír keresztények egy részét Melisenda királynő Jeruzsálemben telepítette le.
Ugyan Zangi atabég 1446 szeptemberében váratlanul elhunyt, halálát a kereszteseknek nem sikerült kihasználniuk: Núr ad-Dín Mahmúd, az atabég fia meghiúsította II. Joscelin gróf kísérletét Edessza visszavételére.
Edessza elvesztéséről tudomást szerezvén Melisenda királynő az antiochiai udvarral közösen Hugó dzsabalai püspök személyében követet menesztett Rómába. A püspök némi késlekedéssel, 1145 őszén ért a pápai udvarba; körülbelül vele egy időben érkezett meg a kilikiai örmények követsége is; ők Bizánccal szemben reménykedtek az egyház segedelmében. Mindezekre tekintettel III. Jenő pápa újabb keresztes hadjárat megindításáról határozott. Az egyházfő megnyerte az ügynek VII. Lajos francia és III. Konrád német királyt; s Clairvaux-i Szent Bernát buzdításának köszönhetően nemcsak számos frank nagyúr, hanem az egyszerű németek is tömegesen vették fel a keresztet. Mind a német, mind a francia uralkodó a szárazföldi utat választotta: a németek 1147. május végén keltek útra, a franciák egy hónap járásra lemaradva követték őket.
Ezenközben keleten Altuntas, Boszra és Szalhad örmény származású kormányzója 1147 elején felkínálta két városát a frankoknak annak fejében, hogy a frankok segítik őt Haurán térségének megtartásában, Altuntas ugyanis kiesett ura, Muín ad-Dín Unur damaszkuszi emír kegyeiből. Melisenda királynő összehívta a királyi tanácsot az ajánlat megvitatására: a damaszkusziakkal még Fulkó király kötött szövetséget, s Altuntas megsegítése ennek megszegését jelentette volna, viszont Haurán népessége többségében keresztény volt, ráadásul Damaszkusz kiszolgáltatott helyzetben volt Haurán mindenkori birtokosának, mert Haurán látta el élelemmel a várost. Miközben a jeruzsálemi had gyülekezett, a jeruzsálemi bárók követ útján tájékoztatták Muín ad-Dín Unurt arról, hogy Altuntas mellé állnak Haurán ügyében. Damaszkusz a status quo fenntartására törekedett, de Melisenda királynő „megüzente, hogy […] már elkötelezte magát Altuntas mellett, és serege vissza fogja kísérni Altuntast Boszrába, de megígérte, hogy nem tesz kárt damaszkuszi területekben.” Muín ad-Dín Unur hiába győzte meg a béke előnyeiről az ifjú III. Balduint, a közvélemény és a katonák a háborút sürgették. Az 1147 májusában indított hadjárat kudarccal végződött: a keresztesek visszavonulásra kényszerültek Boszra alól – megérkezésükkor szereztek csak tudomást arról, hogy a város már a damaszkusziak kezén van, s nem készültek ostromra. Ráadásul Muín ad-Dín Unur szövetséget kötött Núr ad-Dín Mahmúddal.
Az újabb keresztes hadjárat résztvevői a következő tavaszon érkeztek meg keletre: a német keresztesek 1148 áprilisának közepén kötöttek ki Akkonban, a franciák egy hónappal később futottak be Antiochiából. Melisenda királynő és fia mindkét nyugati uralkodót ünnepélyes keretek között fogadta a fővárosban. Június 24-én III. Balduin király és Fulkó jeruzsálemi pátriárka elnökletével, továbbá Melisenda királynő, a keresztes vezetők, a lovagrendek nagymestereinek és a királyság legfőbb egyházi és világi méltóságainak részvételével összeült a fő haditanács Akkonban. Bár a második keresztes hadjárat Edessza visszafoglalására indult, és a gyűlésen szóba került Aleppó megtámadása is, a tanács végül egy Damaszkusz elleni hadműveletről döntött; nem törődve azzal, hogy a muszlim államalakulatok közül egyedül Damaszkusz hajlott a baráti viszony fenntartására a frankokkal. Melisenda királynő vitával kapcsolatos álláspontja nem ismeretes. Freisingi Ottó, a hadjáratban résztvevő püspök és történetíró arról számolt be, hogy Damaszkusz megtámadásáról már korábban megállapodott III. Balduin, III. Konrád, a jeruzsálemi pátriárka és a templomosok küldöttsége – Melisenda királynő nélkül – egy, a nagy haditanács előtti kisebb találkozón.
A keresztesek július 24-én fogtak neki Damaszkusz ostromának. Kezdetben sikereket könyvelhettek el, a hadiszerencse azonban megfordult: Muín ad-Dín Unur felszólítására a többi kormányzó erősítést küldött, a keresztesek kénytelenek voltak átköltöztetni táborukat egy olyan helyre, ahol nem volt víz, ráadásul a vezetők viszálykodása rontotta a harci morált. Július 28-án a keresztesek megkezdték visszavonulásukat Galileába, menetüket a türkmének támadásai nehezítették. III. Konrád király még az év szeptemberének elején, VI. Lajos csak a következő esztendő nyarán hajózott el Palesztinából.

#### Viszálykodás a hatalomért

##### Az ország kettészakadása
III. Balduin 1145-ben, tizenöt évesen érte el a nagykorúságot, édesanyja viszont, aki magára egyértelműen nem pusztán régensként tekintett, nem adta át a hatalmat. Ennek egyik jele volt, hogy egyetlen kivételtől eltekintve az 1144 utáni hivatalos iratokon mind Melisenda, mind III. Balduin neve szerepelt. A második keresztes hadjárat fiaskója III. Balduin pozíciójának gyengülésével járt, mert királyként nem tudta bizonyítani hadvezetői képességét. A királynő uralkodásával kapcsolatban ugyanakkor nem voltak kifogások; a fiatal király ezekre nem hivatkozhatott, mindössze azt nehezményezhette, hogy nincsen beleszólása az ország ügyeibe. Melisendának befolyásos támogatói voltak a jeruzsálemi főparancsnok, Hierges-i Manassé és a vele rokonságban álló Ibelinek, továbbá Milly Fülöp és a jaffai lázadásban a Fulkó királyt támogató Idősebb Rohard személyében. III. Balduin hívei az északi régióból kerültek ki.
Anya és fia között egyre fokozódott a feszültség. Ennek és a királyi hatalom megosztásának egyik állomása az volt, amikor 1149-ben Ralf kancellár menesztésével, ha átmenetileg is, de lényegében megszűnt a királyi kancellária; a saját ügyeivel kapcsolatos okleveleket ezentúl a királynő személyes scriptoriuma állította ki. Körülbelül ekkorra esett Elinard galileai herceg halála is – Elinarddal a királynő nemcsak egyik támogatóját, hanem a királyság legnagyobb hűbérbirtoka feletti ellenőrzést is elveszítette: Galilea egy bizonyos Simonhoz került, aki feltételezhetően III. Balduin király embere volt.
A fordulópont 1150-ben érkezett el. A királynő ekkortól a saját nevében, fiára tett utalás nélkül bocsátott ki dokumentumokat. Az ország kettészakadása mutatkozott meg az udvartartás megkettőzésében is: egy bizonyos Miklós kamarás 1151–52-ben tűnik fel a királynő mellett, tisztsége – egyszerű camerarius, nem pedig regis camerarius [„királyi kamarás”] – arra enged következtetni, hogy a hivatalos királyi kamarásétól független posztot viselt. A királyság védelmének szempontjából súlyosabb volt az, hogy az udvartartáson túl a bárók is megosztottá váltak a két uralkodó között: egyfelől Melisenda királynő az oklevelekben „saját báróiról” beszélt, másfelől amikor III. Balduin a hadsereggel északra vonult volna, a királynő hívei nem válaszoltak felszólítására. II. Joscelin edesszai gróf ugyanis szaracén fogságba esett, s a védtelenül maradt területek, illetve Antiochia biztosítása III. Balduin feladata volt. Fegyverbe szólította a királyság nagyurait, ám „a királynő uradalmaiból nem kapott feleletet, habár [a királynő] valamennyi nemesét név szerint hívta.” A király ilyenformán saját követőivel utazott el megoldani az antiochiai és edesszai kérdést.
A helyzet odáig fajult, hogy 1151-ben Melisenda királynő egyedül, társuralkodó fia nélkül tette Jaffa grófjává – vagyis nem egyszerű úrrá (dominus), hanem rangos báróvá – második fiát, Amalrikot. H. E. Mayer szerint III. Balduin e lépést úgy értelmezhette, hogy anyja ellenkirálynak szánja Amalrikot, és ez sarkalhatta a királyt arra, hogy kenyértörésre vigye a dolgot a királynővel. III. Balduin azt tervezte, hogy 1152. március 30-án, húsvétvasárnap újrakoronáztatja magát a jeruzsálemi pátriárkával – a ceremónián édesanyja fejére nem, csak az övére került volna újfent a korona, ezzel is jelezve Melisenda uralmának végét és az ifjú király egyeduralkodásának kezdetét. A pátriárka ugyan nem tagadhatta meg a király kérését, azonban a királynő híveként azt tanácsolta III. Balduinnak, hogy anyjával együtt koronáztassa újra magát.  A király tervének éppen a kettős koronázás elkerülése volt a lényege, ezért látszólag lemondott a húsvéti koronázásról, azonban húsvét másnapján koronával a fején jelent meg a nyilvánosság előtt.

##### Az átmeneti egyezség és ennek vége

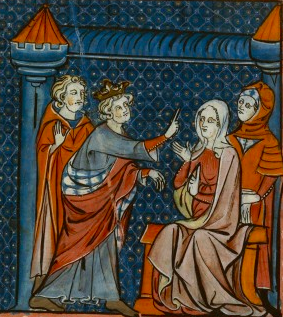
Melisenda és III. Balduin vitája

Az esemény horderejére tekintettel, a két érintett fél jelenlétével összeült a királyi főtanács. III. Balduin nagyapai örökségére hivatkozva a királyság kettéosztását szorgalmazta. Az Haute Cour döntésének értelmében III. Balduin megkapta Galileát és az északi részeket Akkonnal és Türosszal, Melisenda királynő pedig Júdea és Szamária – Jeruzsálemmel, illetve Nablusszal egyetemben –, valamint a tengerpart fölött uralkodhatott. Hogy megnyerje a lakosok támogatását, a királynő Jeruzsálem fejlesztésén fáradozott: rendezte a Dávid-kapu környékét, többek között leromboltatta a kapunál álló, a közlekedést valószínűleg akadályozó malmot, valamint három új, egymással párhuzamos passzázst – a Rue de Malquisinat-tot és két mellékutcáját, a Gyógynövények utcáját és a Fedett közt – építtetett a Dávid utcától északra. A környékről gyalogszerrel is elérhetők voltak a legfontosabb keresztény zarándokhelyek, úgymint a Szent Sír-templom, a Szent János ispotály, a Templum Domini és a Szent Anna-kolostor. A Malquisinat („rossz konyha”) utcán a zarándokok számára kínáltak főtt ételt és kenyeret, megoldandó a zarándokok megnövekedett számával járó élelmezési gondokat.
Nem sokkal később, a királyság védelmére és arra hivatkozva, hogy az elfelezett uradalom nem biztosít elegendő jövedelmet, III. Balduin kérte Jeruzsálem átadását, ám a királynő erre nem volt hajlandó, és a nem megerősített Nabluszból előrelátóan Jeruzsálembe húzódott vissza. A király seregével ostrom alá vette az anyja országrészében található Mirabel várát, melyet Hierges-i Manassé tartott. Miután anyja jobbkezét megadásra kényszerítette és száműzte, a király elfoglalta Nabluszt, majd továbbvonult a főváros alá. A legtöbb báró eddigre elhagyta a királynőt, de Idősebb Rohard jeruzsálemi várnagy, a nabluszi Milly Fülöp és a királynő második fia, Amalrik kitartott mellette. A jeruzsálemi Dávid-toronyban kerestek menedéket. A pátriárka és vele az egyház nyíltan kiállt a királynő mellett: a pátriárka a klérus tagjaival felkereste a királyt, és felszólította, hogy tartsa magát az anyjával kötött egyezményhez. III. Balduin ezt figyelmen kívül hagyva tábort vert a városfal alatt, s Jeruzsálem lakói átpártoltak hozzá. A király hajítógépekkel és íjakkal ostrom alá vette a Dávid-tornyot, mely tartotta ugyan magát, de nem állhatott ellen nagyon hosszú ideig. Anya és fia háborúskodása meg nem nevezett közbenjáróknak – valószínűleg az egyházból – hála ért véget.
A háború elvesztésének dacára a királynő továbbra is befolyásos híveket tudott maga mögött: Amalrik fiát, a trón várományosát, a pátriárkát és vele az egész klérust. A fiával kötött egyezség értelmében megtarthatta Nablusz és a környező területek feletti uralmat, III. Balduin pedig esküvel fogadta, hogy nem háborgatja édesanyját. Melisenda ezzel elvesztette politikai befolyását a királyság többi részében, s – Nablusz nem lévén erődített település – katonai erő felett sem rendelkezett. Az 1152-es belháború után az egykori királynő ugyan állított ki adományleveleket, de csakis fia nevének feltüntetésével, soha nem kizárólag a saját nevében.

### Utolsó évei és halála
1152 nyarának elején Melisenda királynő és III. Balduin Tripoliszba utazott. A király ide hívott össze nagygyűlést a célból, hogy megtárgyalják egyrészt Tortosa elvesztését, másrészt Antiochia és özvegy fejedelemnője, Konstancia helyzetét. Melisenda királynő látszólag a húga, Hodierna és a férje, II. Rajmund tripoliszi gróf közötti nézeteltéréseket elsimítani érkezett a városba, de ha már ott volt, a nagygyűlésre is meg kellett hívni, annál is inkább, mivel unokahúga újraházasodásáról folytak a tárgyalások. Konstancia fejedelemnőt sem két nagynénje, Melisenda és Hodierna, sem a nagygyűlés nem tudta rábírni a férjhezmenetelre. A királynő nem járt sikerrel húga és sógora kibékítésében sem – a nővérek együtt tértek volna vissza Jeruzsálembe, ám még indulásuk előtt Hodierna férjét meggyilkolták az aszaszinok. Tripolisz kormányzása a megözvegyült Hodierna grófnéra hárult kiskorú fia, III. Rajmund régenseként. Mindezek megerősítették Melisenda királynő északi befolyását: Tripolisz régense a húga, Antiochia uralkodónője az unokahúga volt. Ez egyben azt is jelentette, hogy III. Balduin a keresztes államok haragját kockáztatta volna azzal, ha rosszul bánik édesanyjával. Anya és fia között az elhidegülés fokozatosan enyhült, 1154-től fogva Melisenda neve többször megjelent fiáé mellett hivatalos ügyekben; míg a Melisenda kibocsátotta dokumentumokban mint „dilectus filius” [„szeretett fiam”] esik szó a királyról. A fennmaradt iratokból H. E. Mayer arra következtet, hogy III. Balduin – olykor csak formalitásból, olykor ténylegesen is – kikérte anyja véleményét egyes ügyekben.
1157-ben, fia távolléte alatt a királynő is tagja volt az országot kormányzó régenstanácsnak; ugyanekkor „nagyrészt Melisenda királynő lelkes erőfeszítéseinek köszönhetően” a jeruzsálemiek visszafoglaltak egy gileádi barlangerődöt a muszlimoktól.
Karitatív tevékenységével és az egyház támogatásával a politikától való visszavonulása után sem hagyott fel; ebben mostohaleánya, a Fulkó király első házasságából született Szibilla flamand grófné volt segítségére. 1157 novemberében, a Fulkó pátriárka halálával megüresedett vezetői székbe Melisenda királynő saját jelöltjét, Nesle-i Amalrikot juttatta, akinek az akkoni püspök segítségével végül sikerült megnyernie a pápa jóváhagyását. 1160-ban részt vett unokahúga, Tripoliszi Melisenda házasságának előkészületeiben, bár az I. Manuél bizánci császárral kötendő frigy végül nem valósult meg.
1160. november 30-án a királynő beleegyezését adta az adományhoz, melyet Amalrik fia tett a Szent Sír-templomnak. Ezután nem sokkal valószínűleg agyvérzést kapott, emlékezetkárosodása miatt az államügyek intézésében többé nem vehetett részt: „[…] Melisenda királynő, ez a szokatlanul bölcs és megfontolt asszony, gyógyíthatatlanul megbetegedett, a [betegségből] nem volt más kiút, csak a halál. […] Most elgyengült testtel és némiképp sérült emlékezettel hosszú ideig feküdt ágyában, akárha holt volna, és csak keveseknek engedtetett meg látni őt.” Hodierna és Ioveta húgai több hónapig ápolták. Melisenda jeruzsálemi királynő 1161. szeptember 11-én hunyt el. Édesanyjához hasonlóan a jozafáti Mária sírja templomban temették el. Jaroslav Folda művészettörténész felvetette, hogy a királynő a Templum Dominit szánta temetkezési helyéül: ezért halmozta el adományokkal, és ezért juttatott lényegesen kevesebbet a jozafáti Mária-templomnak. A Templum Dominiben lévő sírja azonban vetekedett volna a jeruzsálemi királyokéval a Szent Sír-templomban, fia ezért temettette a Jozafát völgyébe. Melisenda szerepét a királyi családban és az egyház patronálásában Szibilla mostohaleánya vette át. Az 1152-től egyeduralkodó III. Balduin másfél évvel élte túl édesanyját, 1163 februárjában halt meg betegsében; gyermeke nem lévén Amalrik öccse követte a királyság élén.

## Emlékezete és megítélése
Melisenda királynő nevéhez kötődik egy zsoltároskönyv, mely tanúskodik tulajdonosa képzőművészetek iránti érdeklődéséről. A gazdagon díszített, elefántcsont borítójú, ezüsttel hímzett selyem gerincű zsoltároskönyvet minden valószínűség szerint Fulkó király rendelte a Szent Sír-templom scriptoriumától feleségének 1135 körül, kiengesztelésként a II. Hugó elleni merénylet miatt. A keresztes művészet remekének számító könyv legalább hét művész aprólékos munkájának eredménye; díszítő motívumai egyaránt merítenek a nyugati latin, a bizánci és a keleti ornamentikából. A könyvbe fűzött naptárban július 15., Jeruzsálem bevételének napja mellett augusztus 21. és október 1. – a királynő szülei, II. Balduin és Morfia halálozási napja – is meg van jelölve.

Részletek Melisenda királynő zsoltároskönyvéből
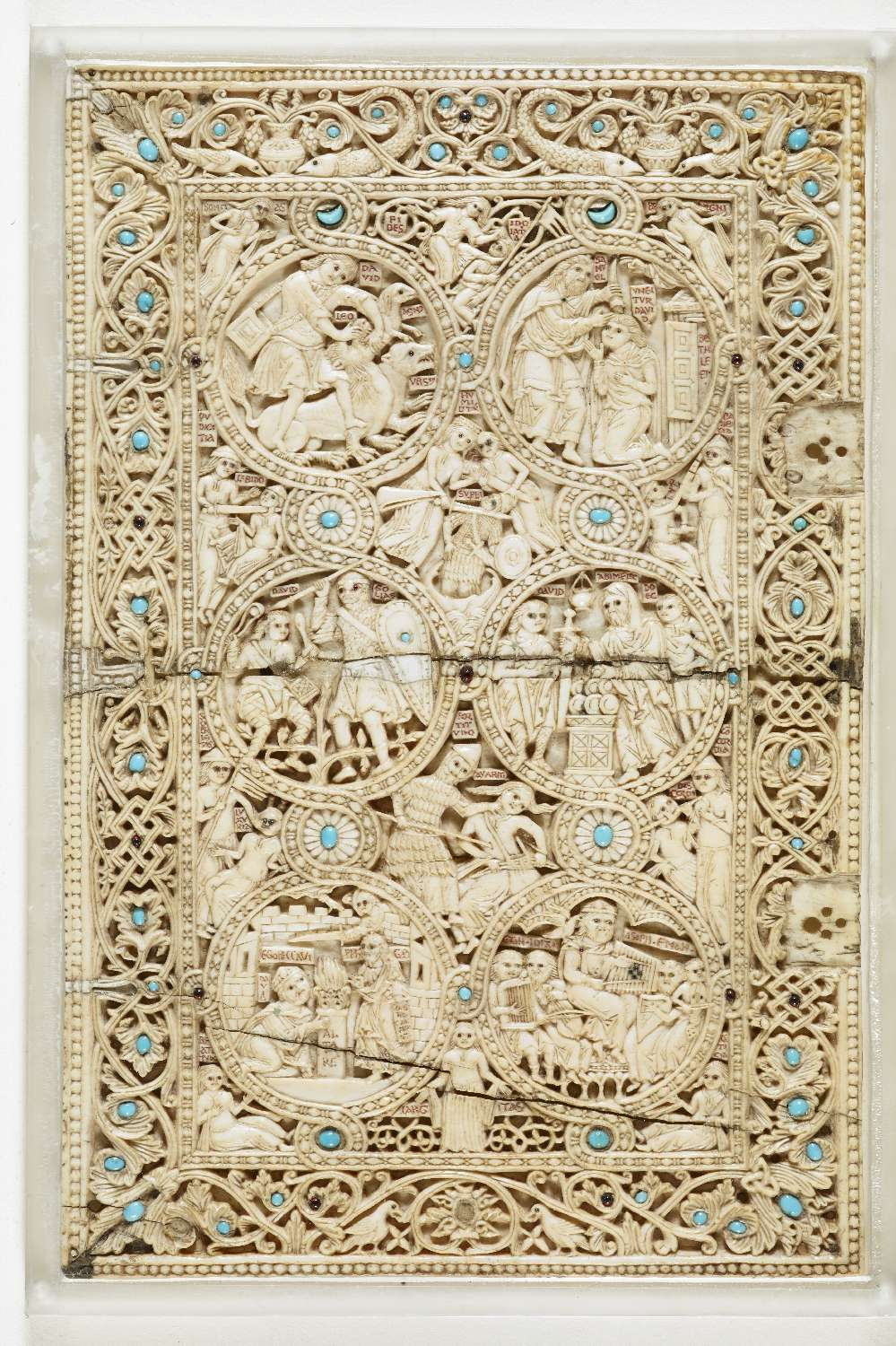
Az elefántcsont fedlap
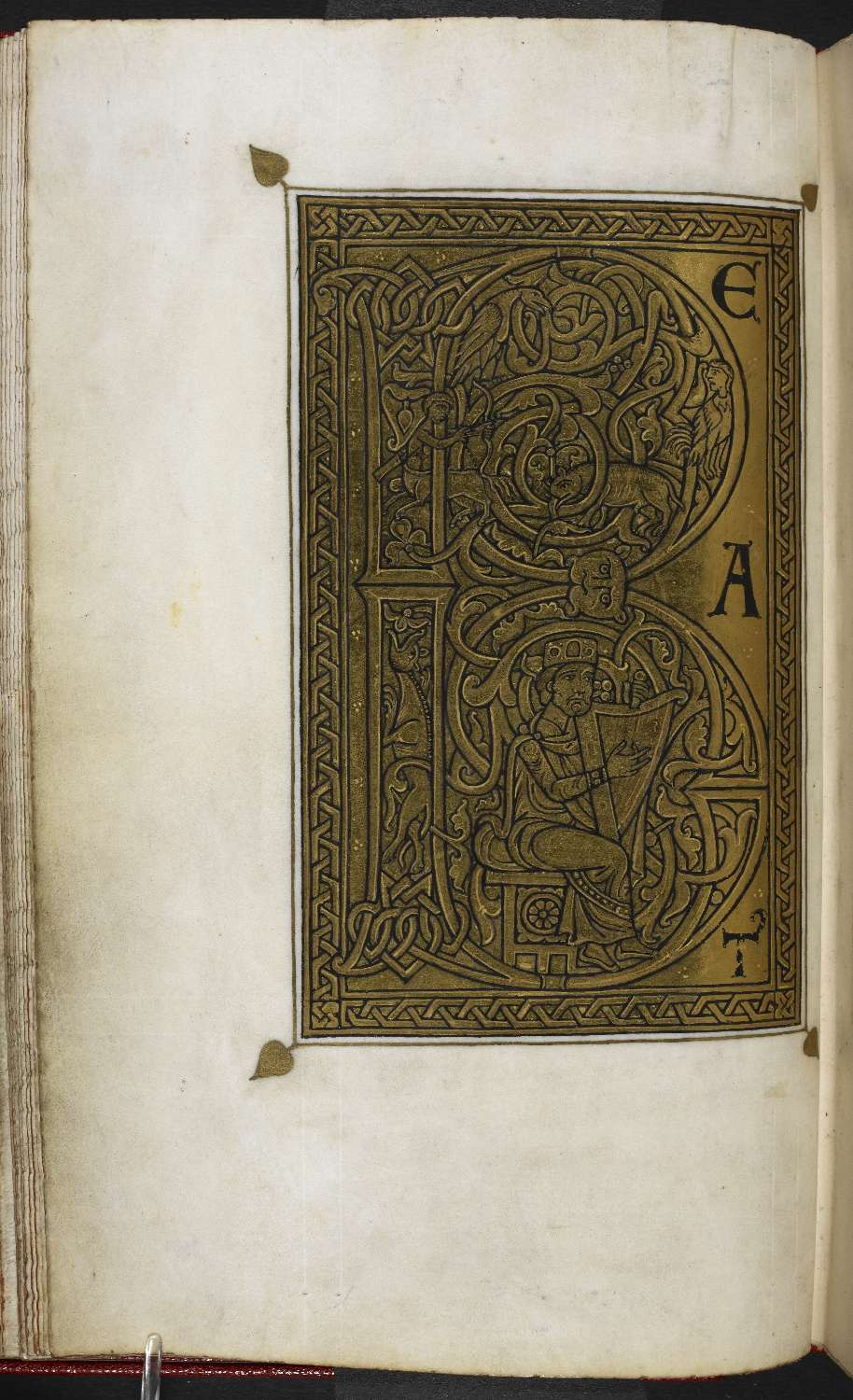
Iniciálé az 1. zsoltár kezdőszavával (beatus vir)
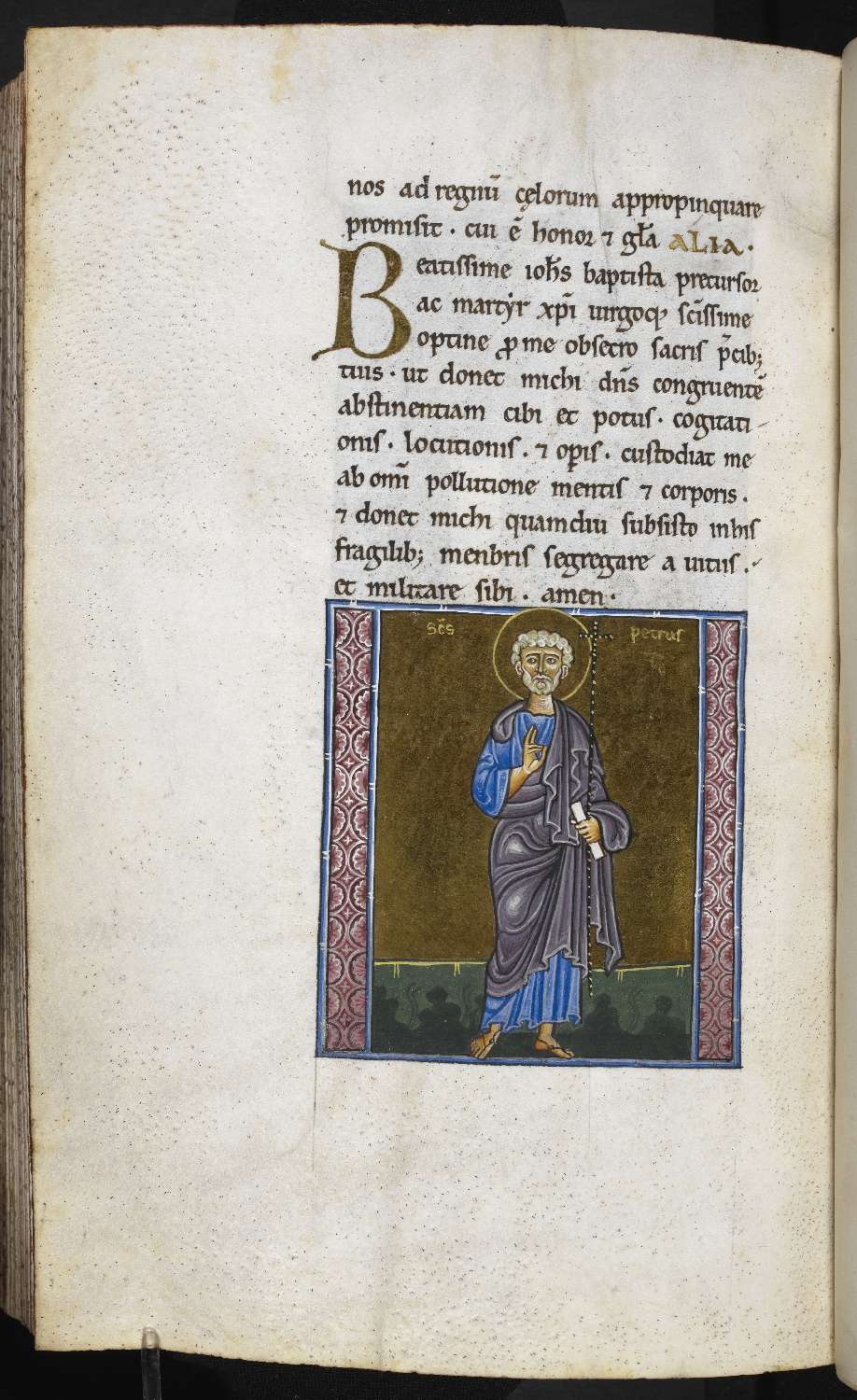
Szent Péter ábrázolása
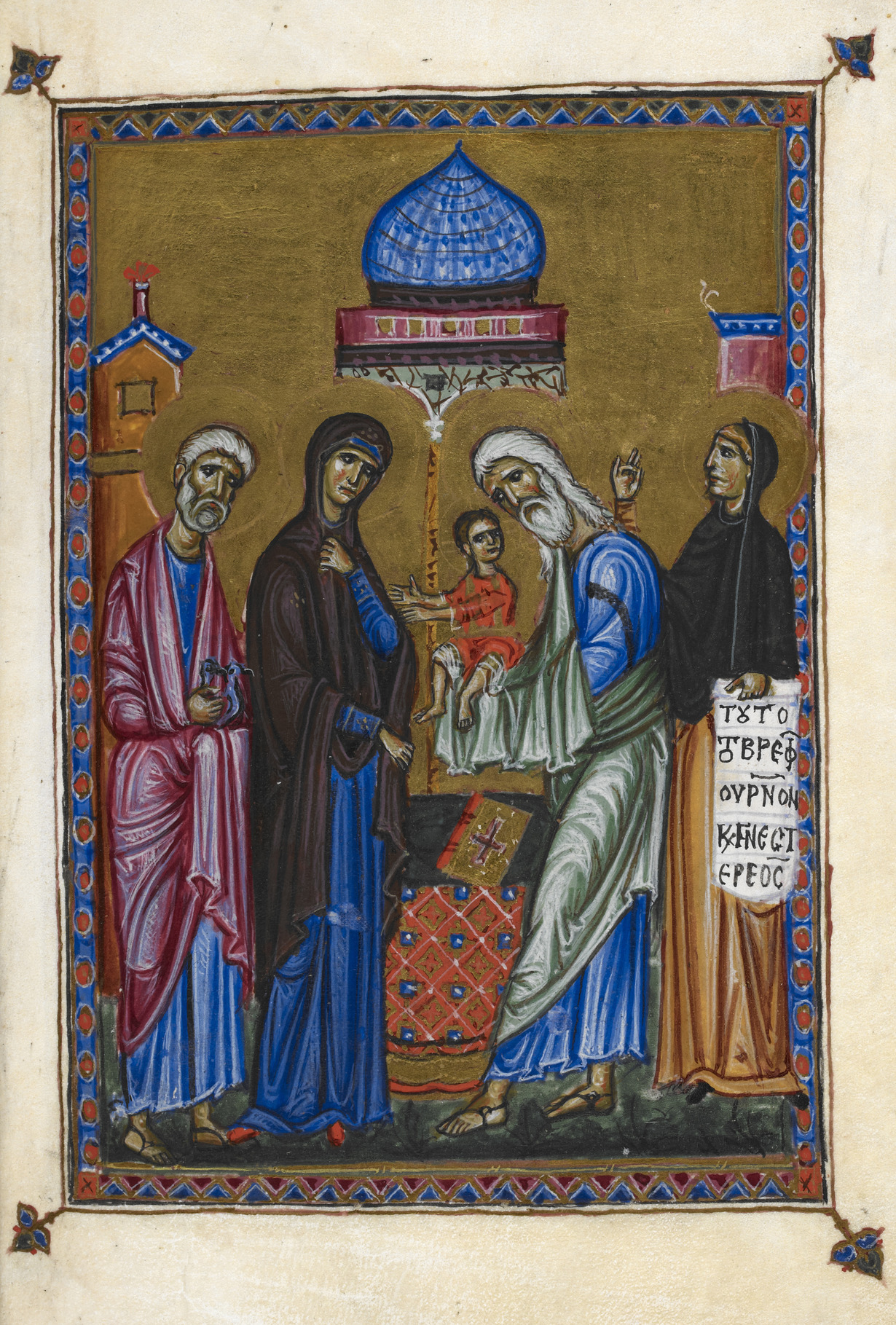
Krisztus bemutatása a templomban

A középkori krónikások közül Türoszi Vilmos kedvező színben tünteti fel a királynőt Historia rerum in partibus transmarinis gestarum című művében: többször hangsúlyozza trónigényének legitimitását, uralmát a második keresztes hadjárat és a damaszkuszi háború dacára is a békével asszociálja. A krónikás szemében a királynő „[o]lyan rátermettséggel kormányozta a királyságot, hogy e tekintetben felért elődeivel.” Türoszi Vilmos művét a 13. században lefordították franciára – az egyébként pontosan átültetett szövegben a fordító a Melisenda királynővel kapcsolatos szövegrészekben több változtatást is eszközölt: példának okáért míg Türoszi Vilmos kiemelte, hogy Melisendát atyai öröksége jogán koronázták meg 1143-ban fiával együtt, a francia változatban ez azért történt, „mert az ifjú királynak, felesége nem lévén, nem volt királynéja.” A fordító a királynő bemutatását is bővítette: a latin szövegben nincs utalás a külsejére, a fordításban ellenben az szerepel, hogy gyönyörű. A La Chronique d’Ernoul et de Bernard le trésorier címen ismert geszta egyáltalán nem szól a királynőről: az egyértelműen a királynőhöz kötödő betániai kolostoralapítást II. Balduinnak tulajdonítja, és Fulkó király halála után III. Balduint teszi meg egyedüli utódjának, kihagyva mind a kettős koronázást, mind az anya–fia trónviszályt. Gembloux-i Sigebert Chroniconjának premontrei rendbeli folytatója kedvezőtlen színben tünteti fel a királynőt, amennyiben őt vádolja Alfonz Jordán toulouse-i gróf megmérgezésével – a gróf ugyanis veszélyt jelenthetett volna Melisenda húga, Hodierna és férje tripoliszi trónigényére.
Miután Türoszi Vilmos krónikájában a királyság szempontjából a legfontosabb női alak Melisendáé, a középkorban az uralkodónőnek számos ábrázolása született, melyek a krónika illusztrációiként szolgáltak. Az európai kódexmásolatok a házasságkötés és az elhunyt férj meggyászolása mellett előszeretettel ábrázolták Melisenda és III. Balduin közös koronázását; ezzel szemben a keresztes területeken készült kéziratokban leginkább az akkoni kilovaglásnál és vadászbalesetnél tűnik fel a királynő képe. Ámbár alakja soha nem jelenik meg egyedül, mindig csak apjáé, férjéé vagy fiáé mellett, a nyugati kódexekben Melisenda politikai szerepe így is hangsúlyosabb. A királynő megfestésének nem volt bevett ikonográfiája, fátyolban és fedetlen fővel, koronával és koronázatlanul egyaránt feltűnik; örmény származására ellenben egyetlen festő sem utalt.
A 19. században a királynőt többnyire mellőzték; történelmi szerepének és jelentőségének elismerése a 20. század kutatásainak eredménye. A modern történészek közül Steven Runciman szerint „Melisenda jó képességű asszony volt, aki szerencsésebb időkben sikeresen uralkodhatott volna.” Bernard Hamilton „igazán rendkívüli asszonynak” nevezi, aki „[több mint] harminc éven át tekintélyes hatalommal bírt egy olyan királyságban, ahol korábban nem volt példa rá, hogy nő közhivatalt viselt volna.” Velük ellentétben Hans E. Mayer hataloméhesnek látja a királynőt; véleménye szerint „akárcsak a múltban, [Melisenda] hataloméhsége nagyobb volt bölcsességénél.” Natasha Hodgson rámutat arra, hogy Melisenda ragaszkodása a hatalomhoz nemcsak hatalomvágyból fakadhatott, hanem abból is, hogy a királynő kételkedhetett III. Balduin képességeiben. Hodgson szerint erre utal az is, hogy az egyház és a bárók tekintélyes hányada kezdetben a királynőt támogatta. Hodgson a királynő nemében, nem pedig vezetői képességében látja legfőbb okát annak, hogy végül a királynőnek félre kellett állnia. Helen A. Gaudette a királynő vállalkozásait – Bethgibelin várának, a betániai klastromnak és a jeruzsálemi kereskedőutcáknak a megalapítását – elemezve arra jut, hogy Melisenda körültekintően használta fel a rendelkezésére álló erőforrásokat egyrészt a királyság védelmére, másrészt az uralkodócsalád tekintélyének növelésére, harmadrészt alattvalói megnyerésére és a főváros logisztikai gondjainak megoldására.